# FK Slavoj Vyšehrad
Fotbalový klub Slavoj Vyšehrad a.s. w skrócie FK Slavoj Vyšehrad – czeski klub piłkarski, grający w czwartej lidze czeskiej, mający siedzibę w mieście Praga, w dzielnicy Nusle.

## Historia
Klub został założony w 1908. Po rozpadzie Czechosłowacji klub grał głównie w rozgrywkach piątej, czwartej i  trzeciej ligi. W sezonie 2014/2015 wywalczył historyczny awans do drugiej ligi. Pobyt w niej trwał jeden sezon i w sezonie 2015/2016 zespół spadł do trzeciej ligi.

## Stadion
Domowe mecze klub rozgrywa na stadionie o nazwie Stadion FK Slavoj Vyšehrad, położonym w mieście Praga. Stadion może pomieścić 2500 widzów.